# 조지 왕의 전쟁
조지 왕 전쟁(King George's War, 1744~1748)은 오스트리아 왕위 계승 전쟁 때 일어난 영국·프랑스의 식민지 전쟁이다. 당시 영국을 통치하고 있던 조지 2세의 이름에 유래된 이름이다. 영국은 1742년 오스트리아의 마리아 테레지아와 밀약을 맺어 프랑스와 전쟁을 시작했다. 북아메리카 대륙에서는 아카디아와 북부 뉴잉글랜드의 경계를 둘러싸고 식민지 전쟁이 일어났다. 영국군의 우세 속에 전투가 진행되어 1745년 루이스버그 요새를 점령하였는데, 엑스라샤펠 조약 (1748년) 결과 점령지를 상호 반환한다는 선에서 타협을 보았다.

## 개요
이 전쟁은 마리아 테레지아가 합스부르크 군주국을 상속했기 때문에 벌어진 전쟁이다, 영국과 프랑스가 각각 적대 진영에 속했기 때문에 북미 대륙에도 그 여파가 파급되었다. 영국령 뉴잉글랜드는 매사추세츠 만 식민지 주지사 윌리엄 셜리가 윌리엄 페퍼렐을 사령관으로 캐나다 원정군을 보내 세인트로렌스만의 입구를 막고, 케이프브레턴섬에 있던 프랑스의 강력한 루이스버그 요새를 6주간의 포위한 후 1745년 6월 17일 함락시켰다.
그러나 오스트리아 왕위 계승 전쟁을 종결시킨 아헨 엑스라샤펠 조약 (1748년)에서는 전쟁 발발 이전 상태로의 복귀가 결정되었기 때문에, 뉴잉글랜드 식민지군이 모처럼 점령한 루이스버그 요새도 프랑스에 반환되었다.

## 같이 보기
- 프렌치 인디언 전쟁